# Puliciphora beckeri
Puliciphora beckeri är en tvåvingeart som beskrevs av Meijere 1907. Puliciphora beckeri ingår i släktet Puliciphora och familjen puckelflugor. Inga underarter finns listade i Catalogue of Life.